# Denkmäler in Bayern
Denkmäler in Bayern – Ensembles, Baudenkmäler, Archäologische Denkmäler ist eine vom Bayerischen Landesamt für Denkmalpflege herausgegebene kunsttopographische Buchreihe. In ihr sind basierend auf der amtlichen bayerischen Denkmalliste alle bekannten Kunst- und Kulturdenkmäler des Freistaates Bayern verzeichnet.

## Übersicht
Denkmäler in Bayern erscheint als Buchreihe im Rahmen der Denkmaltopographie Bundesrepublik Deutschland. Die Grundsätze dieser bundesweiten Denkmalinventarisation gehen auf eine gemeinsame Vereinbarung der Landesdenkmalämter von 1980 zurück. 
Die Buchreihe ergänzt und vertieft die 1892 begonnene Reihe Die Kunstdenkmäler von Bayern, die erstmals den Denkmalbestand einer ganzen Region zu erfassen versuchte. Besonders die Unterreihe Kreisfreie Städte und Landkreise ist  als direkter Nachfolger des älteren Inventars anzusehen, das allerdings noch fortgeführt wird.
Dem gewandelten Denkmalbegriff entsprechend wurden auch die archäologischen Geländedenkmäler und zahlreiche Objekte des 19. und 20. Jahrhunderts aufgenommen und detailliert dargestellt. Die Bände beinhalten zudem umfangreiche Fotodokumentationen, die gleichrangig neben den Beschreibungen stehen.
Die Reihe dokumentiert als offene Denkmalliste nur den Denkmalbestand zur Zeit der Publikation des jeweiligen Bandes. Verbindliche Auskünfte über den aktuellen Listenstand erteilen das Bayerische Landesamt für Denkmalpflege, die Gemeinden oder die Unteren Denkmalschutzbehörden.

## Geschichte
Der Freistaat war das erste deutsche Bundesland, das ein solches umfassendes Verzeichnis seiner Denkmäler vorlegen konnte. Die Publikation der Denkmalliste wurde von einer Arbeitsgruppe unter Leitung des Oberkonservators Dennis A. Chevalley vorbereitet.
Zwischen 1985 und 1991 erschienen insgesamt sieben Bände (I–VII) zu den bayerischen Regierungsbezirken. Wegen des besonders umfangreichen Denkmalbestandes in München wurde der Band I über den Regierungsbezirk Oberbayern in zwei Bände aufgeteilt, Landeshauptstadt München (I.1) und Oberbayern ohne München (I.2).
Die erste Veröffentlichung des Denkmalverzeichnisses in Buchform (Bände I–VII) wird derzeit durch zwei weitere Reihen ergänzt. Die zweite Reihe (Bände I.A–VII.A) behandelt nach Regierungsbezirken unterteilt die denkmalgeschützten Ensembles. 
Die dritte Reihe, für die 96 Bände (Bände I,1–VII,96) geplant sind, die nach Landkreisen bzw. kreisfreien Städten eingeteilt sind, enthält zu jedem Baudenkmal und archäologischen Denkmal eine Beschreibung und eine Abbildung. Sechs der Landkreisbände sind in zwei Teilbände aufgeteilt, die jeweils die Kreisstadt und den übrigen Landkreis behandeln. Der Band I.2 über die Landeshauptstadt München ist aufgrund des großen Denkmalbestands sogar in vier Teilbände aufgeteilt, die ihrerseits jeweils aus mehreren Einzelbüchern bestehen (Halb- oder Drittelbände genannt). Somit hat die vollständige Reihe 105 (Teil-)Bände mit (nach derzeitigem Stand) 108 Einzelbüchern.
Bis Ende 2015 ist von der zweiten Reihe nur der erste Band (I.A) erschienen. Von der dritten Reihe sind 32 Bände bzw. Teilbände erschienen.

## Bände
(Stand 03/2010)

### Regierungsbezirke: Denkmallisten
| Nummer | Teilband | Bezeichnung              | Verlag, Ort                   | Jahr | ISBN               | Bemerkung                 |
| ------ | -------- | ------------------------ | ----------------------------- | ---- | ------------------ | ------------------------- |
| I      | I.1      | Landeshauptstadt München | R. Oldenbourg Verlag, München | 1991 | ISBN 3-486-52399-6 | 3. verb. und erw. Auflage |
| I      | I.2      | Oberbayern               | R. Oldenbourg Verlag, München | 1986 | ISBN 3-486-52392-9 |                           |
| II     |          | Niederbayern             | R. Oldenbourg Verlag, München | 1986 | ISBN 3-486-52393-7 |                           |
| III    |          | Oberpfalz                | R. Oldenbourg Verlag, München | 1986 | ISBN 3-486-52394-5 |                           |
| IV     |          | Oberfranken              | R. Oldenbourg Verlag, München | 1986 | ISBN 3-486-52395-3 |                           |
| V      |          | Mittelfranken            | R. Oldenbourg Verlag, München | 1986 | ISBN 3-486-52396-1 |                           |
| VI     |          | Unterfranken             | R. Oldenbourg Verlag, München | 1985 | ISBN 3-486-52397-X |                           |
| VII    |          | Schwaben                 | R. Oldenbourg Verlag, München | 1986 | ISBN 3-486-52398-8 |                           |

### Regierungsbezirke: Ensembles
| Nummer | Teilband | Bezeichnung   | Verlag, Ort                  | Jahr | ISBN               | Bemerkung |
| ------ | -------- | ------------- | ---------------------------- | ---- | ------------------ | --------- |
| I      | I.A      | Oberbayern    | Karl M. Lipp Verlag, München | 1997 | ISBN 3-87490-575-6 |           |
| II     | II.A     | Niederbayern  |                              |      |                    |           |
| III    | III.A    | Oberpfalz     |                              |      |                    |           |
| IV     | IV.A     | Oberfranken   |                              |      |                    |           |
| V      | V.A      | Mittelfranken |                              |      |                    |           |
| VI     | VI.A     | Unterfranken  |                              |      |                    |           |
| VII    | VII.A    | Schwaben      |                              |      |                    |           |

### Kreisfreie Städte und Landkreise
| Nummer | Teilband | Bezeichnung                                  | Verlag, Ort                                                                            | Jahr | ISBN                   | Bemerkung                                 |
| ------ | -------- | -------------------------------------------- | -------------------------------------------------------------------------------------- | ---- | ---------------------- | ----------------------------------------- |
| I      |          | Oberbayern                                   |                                                                                        |      |                        |                                           |
|        |          | Kreisfreie Städte                            |                                                                                        |      |                        |                                           |
| I.1    |          | Stadt Ingolstadt                             | Karl M. Lipp Verlag, München                                                           | 2002 | ISBN 3-87490-583-7     |                                           |
| I.2    | I.2/1    | Landeshauptstadt München Mitte               | Karl M. Lipp Verlag, München                                                           | 2009 | ISBN 978-3-87490-586-2 | 3 Drittelbände Bezirke 1, 3               |
| I.2    | I.2/2    | Landeshauptstadt München Südwest             | Karl M. Lipp Verlag, München                                                           | 2004 | ISBN 3-87490-584-5     | 2 Halbbände 9 Bezirke (2, 6–8, 19–22, 25) |
| I.2    | I.2/3    | Landeshauptstadt München Ost                 |                                                                                        |      |                        | 7 Bezirke (5, 13–18)                      |
| I.2    | I.2/4    | Landeshauptstadt München Nord                |                                                                                        |      |                        | 7 Bezirke (4, 9–12, 23–24)                |
| I.3    |          | Stadt Rosenheim                              |                                                                                        |      |                        |                                           |
|        |          |                                              |                                                                                        |      |                        |                                           |
|        |          | Landkreise                                   |                                                                                        |      |                        |                                           |
| I.4    |          | Landkreis Altötting                          |                                                                                        |      |                        |                                           |
| I.5    |          | Landkreis Bad Tölz-Wolfratshausen            | Karl M. Lipp Verlag, München                                                           | 1994 | ISBN 3-87490-573-X     |                                           |
| I.6    |          | Landkreis Berchtesgadener Land               |                                                                                        |      |                        |                                           |
| I.7    |          | Landkreis Dachau                             |                                                                                        |      |                        |                                           |
| I.8    |          | Landkreis Ebersberg                          |                                                                                        |      |                        |                                           |
| I.9    | I.9/1    | Stadt Eichstätt                              | Verlag Schnell & Steiner, München/Zürich                                               | 1989 | ISBN 3-7954-1004-5     |                                           |
| I.9    | I.9/2    | Landkreis Eichstätt                          |                                                                                        |      |                        |                                           |
| I.10   |          | Landkreis Erding                             |                                                                                        |      |                        |                                           |
| I.11   |          | Landkreis Freising                           |                                                                                        |      |                        |                                           |
| I.12   |          | Landkreis Fürstenfeldbruck                   | Karl M. Lipp Verlag, München                                                           | 1996 | ISBN 3-87490-574-8     |                                           |
| I.13   |          | Landkreis Garmisch-Partenkirchen             |                                                                                        |      |                        |                                           |
| I.14   | I.14/1   | Landkreis Landsberg am Lech                  | Friedrich Pustet Verlag, Regensburg                                                    | 2014 | ISBN 978-3-7917-2449-2 |                                           |
| I.14   | I.14/2   | Große Kreisstadt Landsberg am Lech           | Friedrich Pustet Verlag, Regensburg                                                    | 2014 | ISBN 978-3-7917-2449-2 |                                           |
| I.15   |          | Landkreis Miesbach                           |                                                                                        | 1987 |                        | 2. verb. Aufl. (vergriffen)               |
| I.16   |          | Landkreis Mühldorf a. Inn                    |                                                                                        |      |                        |                                           |
| I.17   |          | Landkreis München                            | Karl M. Lipp Verlag, München                                                           | 1997 | ISBN 3-87490-576-4     |                                           |
| I.18   |          | Landkreis Neuburg-Schrobenhausen             |                                                                                        |      |                        |                                           |
| I.19   |          | Landkreis Pfaffenhofen a. d. Ilm             | Karl M. Lipp Verlag, München                                                           | 1992 | ISBN 3-87490-570-5     |                                           |
| I.20   |          | Landkreis Rosenheim                          |                                                                                        |      |                        |                                           |
| I.21   |          | Landkreis Starnberg                          |                                                                                        | 1991 |                        | 2. Aufl. (vergriffen)                     |
| I.22   |          | Landkreis Traunstein                         | Kunstverlag Josef Fink, Lindenberg i. Allgäu                                           | 2007 | ISBN 978-3-89870-364-2 |                                           |
| I.23   |          | Landkreis Weilheim-Schongau                  | Karl M. Lipp Verlag, München                                                           | 2003 | ISBN 3-87490-585-3     |                                           |
|        |          |                                              |                                                                                        |      |                        |                                           |
| II     |          | Niederbayern                                 |                                                                                        |      |                        |                                           |
|        |          | Kreisfreie Städte                            |                                                                                        |      |                        |                                           |
| II.24  |          | Bezirkshauptstadt Landshut                   | Verlag Schnell & Steiner, München/Zürich                                               | 1988 | ISBN 3-7954-1002-9     |                                           |
| II.25  |          | Kreisfreie Stadt Passau                      | Friedrich Pustet Verlag, Regensburg                                                    | 2014 | ISBN 978-3-7917-2552-9 |                                           |
| II.26  |          | Stadt Straubing                              |                                                                                        |      |                        |                                           |
|        |          |                                              |                                                                                        |      |                        |                                           |
|        |          | Landkreise                                   |                                                                                        |      |                        |                                           |
| II.27  |          | Landkreis Deggendorf                         |                                                                                        |      |                        |                                           |
| II.28  |          | Landkreis Dingolfing-Landau                  |                                                                                        |      |                        |                                           |
| II.29  |          | Landkreis Freyung-Grafenau                   |                                                                                        |      |                        |                                           |
| II.30  |          | Landkreis Kelheim                            | Verlag Schnell & Steiner, München/Zürich                                               | 1992 | ISBN 3-7954-0009-0     |                                           |
| II.31  |          | Landkreis Landshut                           |                                                                                        |      |                        |                                           |
| II.32  |          | Landkreis Passau                             |                                                                                        |      |                        |                                           |
| II.33  |          | Landkreis Regen                              |                                                                                        |      |                        |                                           |
| II.34  |          | Landkreis Rottal-Inn                         |                                                                                        |      |                        |                                           |
| II.35  |          | Landkreis Straubing-Bogen                    |                                                                                        |      |                        |                                           |
|        |          |                                              |                                                                                        |      |                        |                                           |
| III    |          | Oberpfalz                                    |                                                                                        |      |                        |                                           |
|        |          | Kreisfreie Städte                            |                                                                                        |      |                        |                                           |
| III.36 |          | Stadt Amberg                                 |                                                                                        |      |                        |                                           |
| III.37 |          | Bezirkshauptstadt Regensburg                 | Mittelbayerische Druck- und Verlags-Gesellschaft mbH, Regensburg                       | 1997 | ISBN 3-927529-92-3     |                                           |
| III.38 |          | Stadt Weiden i. d. OPf.                      |                                                                                        |      |                        |                                           |
|        |          |                                              |                                                                                        |      |                        |                                           |
|        |          | Landkreise                                   |                                                                                        |      |                        |                                           |
| III.39 |          | Landkreis Amberg-Sulzbach                    |                                                                                        |      |                        |                                           |
| III.40 |          | Landkreis Cham                               |                                                                                        |      |                        |                                           |
| III.41 |          | Landkreis Neumarkt i. d. OPf.                |                                                                                        |      |                        |                                           |
| III.42 |          | Landkreis Neustadt a. d. Waldnaab            |                                                                                        |      |                        |                                           |
| III.43 |          | Landkreis Regensburg                         |                                                                                        |      |                        |                                           |
| III.44 |          | Landkreis Schwandorf                         |                                                                                        |      |                        |                                           |
| III.45 |          | Landkreis Tirschenreuth                      | Karl M. Lipp Verlag, München                                                           | 2000 | ISBN 3-87490-579-9     |                                           |
|        |          |                                              |                                                                                        |      |                        |                                           |
| IV     |          | Oberfranken                                  |                                                                                        |      |                        |                                           |
|        |          | Kreisfreie Städte                            |                                                                                        |      |                        |                                           |
| IV.46  |          | Stadt Bamberg                                |                                                                                        |      |                        |                                           |
| IV.47  |          | Bezirkshauptstadt Bayreuth                   |                                                                                        |      |                        |                                           |
| IV.48  |          | Stadt Coburg                                 | Karl M. Lipp Verlag, München                                                           | 2006 | ISBN 3-87490-590-X     |                                           |
| IV.49  |          | Stadt Hof                                    |                                                                                        |      |                        |                                           |
|        |          |                                              |                                                                                        |      |                        |                                           |
|        |          | Landkreise                                   |                                                                                        |      |                        |                                           |
| IV.50  |          | Landkreis Bamberg                            |                                                                                        |      |                        |                                           |
| IV.51  |          | Landkreis Bayreuth                           |                                                                                        |      |                        |                                           |
| IV.52  |          | Landkreis Coburg                             |                                                                                        |      |                        |                                           |
| IV.53  | IV.53/1  | Stadt Forchheim                              | Verlag Schnell & Steiner, München/Zürich                                               | 1989 | ISBN 3-7954-1006-1     |                                           |
| IV.53  | IV.53/2  | Landkreis Forchheim                          |                                                                                        |      |                        |                                           |
| IV.54  |          | Landkreis Hof                                |                                                                                        |      |                        |                                           |
| IV.55  |          | Landkreis Kronach                            |                                                                                        |      |                        |                                           |
| IV.56  |          | Landkreis Kulmbach                           |                                                                                        |      |                        |                                           |
| IV.57  |          | Landkreis Lichtenfels                        |                                                                                        |      |                        |                                           |
| IV.58  |          | Landkreis Wunsiedel i. Fichtelgebirge        |                                                                                        |      |                        |                                           |
|        |          |                                              |                                                                                        |      |                        |                                           |
| V      |          | Mittelfranken                                |                                                                                        |      |                        |                                           |
|        |          | Kreisfreie Städte                            |                                                                                        |      |                        |                                           |
| V.59   |          | Bezirkshauptstadt Ansbach                    |                                                                                        |      |                        |                                           |
| V.60   |          | Stadt Erlangen                               |                                                                                        |      |                        |                                           |
| V.61   |          | Stadt Fürth                                  | Karl M. Lipp Verlag, München                                                           | 1994 | ISBN 3-87490-571-3     |                                           |
| V.62   |          | Stadt Nürnberg                               |                                                                                        |      |                        |                                           |
| V.63   |          | Stadt Schwabach                              | Verlag »i-team« Hans Ullrich KG München und Verlag Dokumentation Saur KG München u. a. | 1978 | keine ISBN             |                                           |
|        |          |                                              |                                                                                        |      |                        |                                           |
|        |          | Landkreise                                   |                                                                                        |      |                        |                                           |
| V.64   |          | Landkreis Ansbach                            |                                                                                        |      |                        |                                           |
| V.65   |          | Landkreis Erlangen-Höchstadt                 |                                                                                        |      |                        |                                           |
| V.66   |          | Landkreis Fürth                              |                                                                                        |      |                        |                                           |
| V.67   |          | Landkreis Neustadt a. d. Aisch-Bad Windsheim |                                                                                        |      |                        |                                           |
| V.68   |          | Landkreis Nürnberger Land                    |                                                                                        |      |                        |                                           |
| V.69   |          | Landkreis Roth                               |                                                                                        |      |                        |                                           |
| V.70   | V.70/1   | Landkreis Weißenburg-Gunzenhausen            | Karl M. Lipp Verlag, München                                                           | 2000 | ISBN 3-87490-581-0     |                                           |
| V.70   | V.70/2   | Stadt Weißenburg i. Bay.                     | Karl M. Lipp Verlag, München                                                           | 2001 | ISBN 3-87490-582-9     |                                           |
|        |          |                                              |                                                                                        |      |                        |                                           |
| VI     |          | Unterfranken                                 |                                                                                        |      |                        |                                           |
|        |          | Kreisfreie Städte                            |                                                                                        |      |                        |                                           |
| VI.71  |          | Stadt Aschaffenburg                          | Volk Verlag, München                                                                   | 2015 | ISBN 978-3-86222-180-6 |                                           |
| VI.72  |          | Stadt Schweinfurt                            |                                                                                        |      |                        |                                           |
| VI.73  |          | Bezirkshauptstadt Würzburg                   |                                                                                        |      |                        |                                           |
|        |          |                                              |                                                                                        |      |                        |                                           |
|        |          | Landkreise                                   |                                                                                        |      |                        |                                           |
| VI.74  |          | Landkreis Aschaffenburg                      |                                                                                        |      |                        |                                           |
| VI.75  | VI.75/1  | Landkreis Bad Kissingen                      |                                                                                        |      |                        |                                           |
| VI.75  | VI.75/2  | Stadt Bad Kissingen                          | Karl M. Lipp Verlag, München                                                           | 1998 | ISBN 3-87490-577-2     |                                           |
| VI.76  |          | Landkreis Haßberge                           |                                                                                        |      |                        |                                           |
| VI.77  |          | Landkreis Kitzingen                          |                                                                                        |      |                        |                                           |
| VI.78  |          | Landkreis Main-Spessart                      |                                                                                        |      |                        |                                           |
| VI.79  |          | Landkreis Miltenberg                         |                                                                                        |      |                        |                                           |
| VI.80  |          | Landkreis Rhön-Grabfeld                      |                                                                                        |      |                        |                                           |
| VI.81  |          | Landkreis Schweinfurt                        |                                                                                        |      |                        |                                           |
| VI.82  |          | Landkreis Würzburg                           |                                                                                        |      |                        |                                           |
|        |          |                                              |                                                                                        |      |                        |                                           |
| VII    |          | Schwaben                                     |                                                                                        |      |                        |                                           |
|        |          | Kreisfreie Städte                            |                                                                                        |      |                        |                                           |
| VII.83 |          | Bezirkshauptstadt Augsburg                   | Karl M. Lipp Verlag, München                                                           | 1994 | ISBN 3-87490-572-1     |                                           |
| VII.84 |          | Stadt Kaufbeuren                             |                                                                                        |      |                        |                                           |
| VII.85 |          | Stadt Kempten                                | Verlag Schnell & Steiner, München/Zürich                                               | 1990 | ISBN 3-7954-1003-7     |                                           |
| VII.86 |          | Stadt Memmingen                              |                                                                                        |      |                        |                                           |
|        |          |                                              |                                                                                        |      |                        |                                           |
|        |          | Landkreise                                   |                                                                                        |      |                        |                                           |
| VII.87 |          | Landkreis Aichach-Friedberg                  | Karl M. Lipp Verlag, München                                                           | 2012 | ISBN 978-3-87490-591-6 |                                           |
| VII.88 |          | Landkreis Augsburg                           |                                                                                        |      |                        |                                           |
| VII.89 |          | Landkreis Dillingen a. d. Donau              |                                                                                        |      |                        |                                           |
| VII.90 | VII.90/1 | Landkreis Donau-Ries                         |                                                                                        |      |                        |                                           |
| VII.90 | VII.90/2 | Stadt Nördlingen                             | Karl M. Lipp Verlag, München                                                           | 1998 | ISBN 3-87490-578-0     |                                           |
| VII.91 | VII.91/1 | Landkreis Günzburg                           | Karl M. Lipp Verlag, München                                                           | 2004 | ISBN 3-87490-589-6     |                                           |
| VII.91 | VII.91/2 | Stadt Günzburg                               |                                                                                        |      |                        |                                           |
| VII.92 |          | Landkreis Lindau                             |                                                                                        |      |                        |                                           |
| VII.93 |          | Landkreis Neu-Ulm                            |                                                                                        |      |                        |                                           |
| VII.94 |          | Landkreis Oberallgäu                         |                                                                                        |      |                        |                                           |
| VII.95 |          | Landkreis Ostallgäu                          |                                                                                        |      |                        |                                           |
| VII.96 |          | Landkreis Unterallgäu                        |                                                                                        |      |                        |                                           |